# Clasificación para la Copa de las Naciones de la OFC 2024
La clasificación para la Copa de Naciones de la OFC 2024 sirvió de clasificación para la Copa de Naciones Masculina de la OFC 2024. Este torneo marcó la primera vez desde 2002 que la clasificación para la Copa de Naciones de la OFC no se celebraba conjuntamente con las rondas de clasificación para la Copa Mundial de la FIFA de la OFC. Tonga fue confirmada como anfitriona de la fase de clasificación el 1 de diciembre de 2023. El torneo se disputó del 20 al 26 de marzo de 2024. 

## Formato
Tres equipos disputaron un único torneo de ida y vuelta celebrado en Tonga. Todos los partidos se disputaron en el Estadio Teufaiva de Nuku'alofa. El vencedor se clasificó para la Copa de Naciones de la OFC 2024, para unirse a los otros siete equipos que recibieron billetes para la fase de grupos.

## Participantes
Los tres equipos con el ranking FIFA más bajo la disputaron. Esta edición fue la primera desde la de 1996 en la que Samoa Americana no participó en el torneo. Los números entre paréntesis hacen referencia a la clasificación de cada equipo en la Clasificación Mundial de la FIFA de diciembre de 2023.
| Participaron en la fase de clasificación | No disputó la fase clasificación | No son miembros de pleno derecho |
| ---------------------------------------- | -------------------------------- | -------------------------------- |
| Islas Cook (185) Samoa (186) Tonga (196) | - Samoa Americana (188)          | - Tuvalu - KIR                   |

## Sede
Todos los partidos se disputaron en Tonga, en la ciudad de Nuku'alofa.
| Bandera de Tonga  |
| Nuku'alofa        |
| ----------------- |
| Estadio Teufaiva  |
| Capacidad: 10,000 |
| Nuku'alofa        |

## Calendario de la competición
| Matchday  | Fecha               |
| --------- | ------------------- |
| Partido 1 | 20 de marzo de 2024 |
| Partido 2 | 23 de marzo de 2024 |
| Partido 3 | 26 de marzo de 2024 |

## Clasificación
| Pos. | Equipo     | Pts. | PJ | G | E | P | GF | GC | Dif. | Clasificación              |     | Bandera de Samoa | Bandera de Islas Cook | Bandera de Tonga |
| ---- | ---------- | ---- | -- | - | - | - | -- | -- | ---- | -------------------------- | --- | ---------------- | --------------------- | ---------------- |
| 1    | Samoa      | 6    | 2  | 2 | 0 | 0 | 5  | 1  | +4   | Clasificado para el torneo |     | —                | 1–0                   | —                |
| 2    | Islas Cook | 3    | 2  | 1 | 0 | 1 | 1  | 1  | 0    |                            |     | —                | —                     | 1–0              |
| 3    | Tonga (H)  | 0    | 2  | 0 | 0 | 2 | 1  | 5  | −4   |                            | 1–4 | —                | —                     |                  |

 Fuente: OFC

## Resultados
| 20 de marzo de 2024 | Tonga    | 1:4     | Samoa                                          | Estadio Teufaiva, Nukuʻalofa                          |                                                       |
| 14:00 UTC+13        | Kite 95' | Reporte | Tumua 11' (p.) · Viliamu 46' 60' · Stowers 89' | Asistencia: 500 espectadores Árbitro(s): Luke Gardner | Asistencia: 500 espectadores Árbitro(s): Luke Gardner |

| 25 de marzo de 2024 | Samoa       | 1:0     | Islas Cook | Estadio Teufaiva, Nukuʻalofa                       |                                                    |
| 11:00 UTC+13        | Taualai 88' | Reporte |            | Asistencia: 300 espectadores Árbitro(s): Pari Oito | Asistencia: 300 espectadores Árbitro(s): Pari Oito |

| 26 de marzo de 2024 | Islas Cook         | 1:0     | Tonga | Estadio Teufaiva, Nukuʻalofa                             |                                                          |
| 14:00 UTC+13        | Taylor Saghabi 38' | Reporte |       | Asistencia: 500 espectadores Árbitro(s): Laurie Fairamoa | Asistencia: 500 espectadores Árbitro(s): Laurie Fairamoa |

## Goleadores
| Jugador         | Selección  | Goles |
| --------------- | ---------- | ----- |
| Nathan Viliamu  | Samoa      | 2     |
| Taylor Saghabi  | Islas Cook | 1     |
| Ethan Stowers   | Samoa      | 1     |
| Va'a Taualai    | Samoa      | 1     |
| Dilo Tumua      | Samoa      | 1     |
| Kulisitofa Kite | Tonga      | 1     |

## Clasificado a la Copa de las Naciones de la OFC 2024
| Bandera de Samoa |
| Samoa            |
| ---------------- |